# Dâw
Pour les articles homonymes, voir Daw.
Le dâw est une langue maku parlée au Brésil, en Amazonie, dans la région du Rio Negro et du Vaupés près de la localité de São Gabriel de Cachoeira par 94 Dâw. L'ensemble de la communauté parle dâw, mais le portugais et le nheengatu sont aussi connus.